# Mormodes romanii
Mormodes romanii är en orkidéart som beskrevs av Dodson. Mormodes romanii ingår i släktet Mormodes och familjen orkidéer. Inga underarter finns listade i Catalogue of Life.